# ام کندم
ام کندم (به عربی: ام‌الکندم) یک منطقهٔ مسکونی در اردن است که در استان عمان واقع شده‌است.